# 게이트 유전체
게이트 유전체(gate dielectric)는 장효과 트랜지스터(예: MOSFET)의 게이트와 기판 사이에 사용되는 유전체이다. 최첨단 공정에서 게이트 유전체는 다음과 같은 여러 제약을 받는다.
- 기판에 대한 전기적으로 깨끗한 계면(양자 상태의 낮은 전자 밀도)
- FET 트랜스컨덕턴스를 증가시키기 위한 높은 전기 용량
- 유전체 파괴 및 양자 터널링에 의한 누설을 방지하기 위한 높은 두께

전기 용량과 두께 제약은 서로 거의 직접적으로 반대된다. 규소 기판 FET의 경우 게이트 유전체는 거의 항상 이산화 규소(일명 "게이트 산화막")인데, 이는 열 산화막이 매우 깨끗한 계면을 가지기 때문이다. 그러나 반도체 산업은 동일한 두께에서 더 높은 전기 용량을 허용하는 더 높은 유전율을 가진 대체 재료를 찾는 데 관심이 있다.

## 역사
장효과 트랜지스터에 사용된 초기 게이트 유전체는 이산화 규소(SiO2)였다. 규소와 이산화 규소 표면 보호막 공정은 1950년대 후반 벨 연구소의 이집트 엔지니어 마틴 아탈라에 의해 개발되었고, 이후 최초의 MOSFET(금속-산화물-반도체 장효과 트랜지스터)에 사용되었다. 이산화 규소는 MOSFET 기술에서 표준 게이트 유전체로 남아 있다.